# Акула вусата собача
Вусата собача акула (Leptocharias smithii) — єдиний вид акул монотипного роду Вусата собача акула монотипної родини Вусаті собачі акули ряду Кархариноподібні. Інша назва «тонка акула Сміта», яку отримала на честь зоолога Ендрю Сміта з ПАР. Лише у 2006 році виділена в окрему родину.

## Опис
Загальна довжина сягає 82 см, середній розмір 50-70 см. Голова невелика. Рот порівняно довгий з вусами на рилі, довгими складками в кутах пащі. Виявляє статевий диморфізм, що полягає в різному будові зубів — у самців передні зуби значно більші, ніж у самиць (використовується при паруванні). На верхній щелепі 46-60 рядків зубів, на нижній — 43-54. Відрізняється дуже струнким і довгим тулубом. Має 2 спинних плавця, з яких перший значно більший за другий. Перший спинний плавець починається після закінчення грудних плавців, другий знаходиться на рівні анального плавця. Забарвлення коливається від світло-сірого до світло-коричневого. Черево світліше за спину та боки.

## Спосіб життя
Тримається на глибинах від 10 до 75 м, на континентальному шельфі. Віддає перевагу місцям з каламутною водою, особливо навколо річкових гирл. Живиться переважно ракоподібними, інколи полює на сардин, анчоусів, вугрів, бичків, восьминогів, морські губки.
Статева зрілість настає при розмірах 55-60 см у самців, у самиць — 52-58 см. Це живородна акула. Самиця після 4 місяців вагітності народжує 7-10 акуленят завдовжки 17-19 см.

## Розповсюдження
Мешкає біля західного узбережжя Африки від Мавританії до Анголи.